# Psyszczewo
Psyszczewo (biał. Псышчава, Psyszczawa; ros. Псыщево, Psyszczewo) – agromiasteczko na Białorusi, w obwodzie brzeskim, w rejonie janowskim, w sielsowiecie Opol.

## Historia
W dwudziestoleciu międzywojennym Psyszczewo leżało w Polsce, w województwie poleskim, w powiecie drohickim, w gminie Motol. W 1921 wieś liczyła 468 mieszkańców, zamieszkałych w 105 budynkach, w tym 446 tutejszych, 15 Żydów i 7 Polaków. 453 mieszkańców było wyznania prawosławnego i 15 mojżeszowego.
Po II wojnie światowej w granicach Związku Sowieckiego. Od 1991 w niepodległej Białorusi.

## Pniuchy i Zakale
W XIX i w początkach XX w. położone były w Rosji, w guberni grodzieńskiej, w powiecie kobryńskim. Zakale w gminie Drużyłowicze. Wsie Pniuchy były dwie, z których jedna położona była w gminie Drużyłowicze, druga w gminie Motol.
W dwudziestoleciu międzywojennym leżały w Polsce, w województwie poleskim, w powiecie drohickim. Zakale do 1 stycznia 1926 w gminie Drużyłowicze, następnie w gminie Motol. Pniuchy przez cały ten okres w gminie Motol.
W 1921 Pniuchy liczyły 191 mieszkańców, zamieszkałych w 30 budynkach, w tym 184 tutejszych i 7 Żydów. 184 mieszkańców było wyznania prawosławnego i 7 mojżeszowego. Zakale natomiast liczyły 231 mieszkańców, zamieszkałych w 39 budynkach. Wszyscy oni byli Białorusinami wyznania prawosławnego.
W okresie sowieckim wsie Zakale i Pniuchy przyłączono do Psyszczewa.